# Scutellaria brittonii
Scutellaria brittonii är en kransblommig växtart som beskrevs av Thomas Conrad Porter. Scutellaria brittonii ingår i Frossörtssläktet som ingår i familjen kransblommiga växter. Inga underarter finns listade i Catalogue of Life.

## Bildgalleri

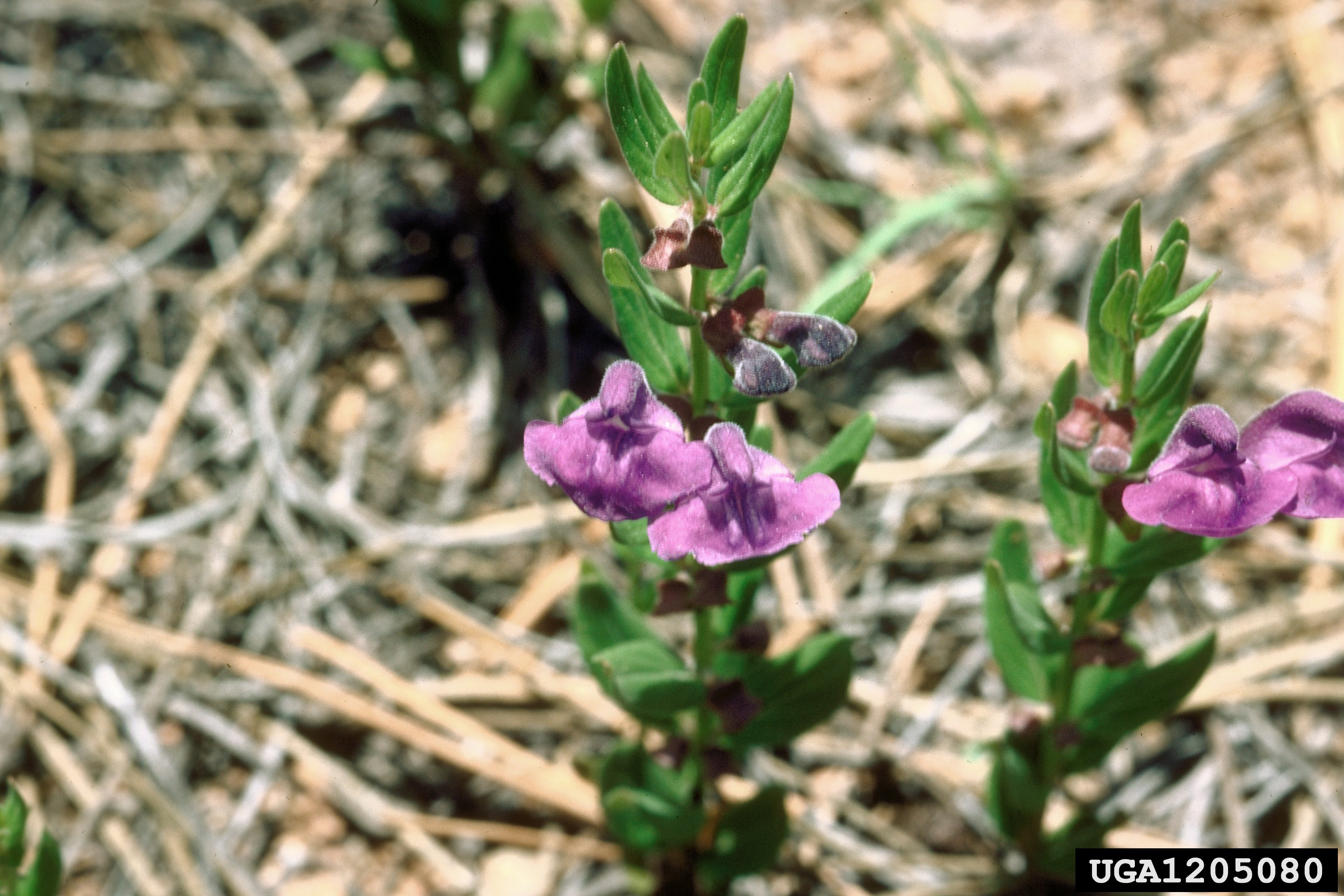